# Оринджбърг (окръг, Южна Каролина)
Окръг Оринджбърг (на английски: Orangeburg County) е окръг в щата Южна Каролина, Съединени американски щати. Площта му е 2922 km², а населението – 84 223 души (1 април 2020). Административен център е град Оринджбърг.